# العلاقات السنغافورية اللاوسية
العلاقات السنغافورية اللاوسية هي العلاقات الثنائية التي تجمع بين سنغافورة ولاوس.

## مقارنة بين البلدين
هذه مقارنة عامة ومرجعية للدولتين:
| وجه المقارنة                                              | سنغافورة                                                             | لاوس        |
| --------------------------------------------------------- | -------------------------------------------------------------------- | ----------- |
| المساحة (كم2)                                             | 719                                                                  | 236.80 ألف  |
| عدد السكان (نسمة)                                         | 5.89 مليون                                                           | 6.86 مليون  |
| الكثافة السكانية (ن./كم²)                                 | 819.19 ألف                                                           | 28.97       |
| العاصمة                                                   | سنغافورة                                                             | فيينتيان    |
| اللغة الرسمية                                             | لغة إنجليزية، اللغة الملايو، اللغة الصينية القياسية، اللغة التاميلية | اللغة اللاو |
| العملة                                                    | دولار سنغافوري                                                       | كيب لاوي    |
| الناتج المحلي الإجمالي (بليون دولار)                      | 323.91 مليار                                                         | 16.85 مليار |
| الناتج المحلي الإجمالي (تعادل القوة الشرائية) بليون دولار | 472.59 مليار                                                         | 38.71 مليار |
| الناتج المحلي الإجمالي الاسمي للفرد دولار أمريكي          | 52.89 ألف                                                            | 1.82 ألف    |
| الناتج المحلي الإجمالي للفرد دولار أمريكي                 | 82.76 ألف                                                            |             |
| مؤشر التنمية البشرية                                      | 0.925                                                                | 0.575       |
| رمز المكالمات الدولي                                      | +65                                                                  | +856        |
| رمز الإنترنت                                              | .sg                                                                  | .la         |
| المنطقة الزمنية                                           | ت ع م+08:00، توقيت سنغافورة المنسق ‏                                  | ت ع م+07:00 |

## منظمات دولية مشتركة
يشترك البلدان في عضوية مجموعة من المنظمات الدولية، منها:
| علم المنظمة | اسم المنظمة                        | تاريخ انضمام سنغافورة | تاريخ انضمام لاوس |
| ----------- | ---------------------------------- | --------------------- | ----------------- |
|             | بنك التنمية الآسيوي                | 1966                  | 1966              |
|             | مؤسسة التنمية الدولية              | 27 سبتمبر 2002        | 28 أكتوبر 1963    |
|             | يونسكو                             | 8 أكتوبر 2007         | 9 يوليو 1951      |
|             | وكالة ضمان الاستثمار متعدد الأطراف | 24 فبراير 1998        | 5 أبريل 2000      |
|             | الأمم المتحدة                      | 21 سبتمبر 1965        | 14 ديسمبر 1955    |
|             | البنك الدولي للإنشاء والتعمير      | 3 أغسطس 1966          | 5 يوليو 1961      |
|             | منتدى آسيان الإقليمي ‏              | ?                     | ?                 |
|             | منظمة حظر الأسلحة الكيميائية       | ?                     | ?                 |
|             | مؤسسة التمويل الدولية              | 4 سبتمبر 1968         | 29 يناير 1992     |
|             | أسيان                              | 8 أغسطس 1967          | 23 يوليو 1997     |
|             | منظمة الشرطة الجنائية الدولية      | ?                     | ?                 |

## وصلات خارجية
- موقع وزارة الخارجية السنغافورية
- موقع وزارة الخارجية اللاوسية